# ماريانا مارسيلينو
ماريانا مارسيلينو هي منافسة ألعاب القوى برازيلية، ولدت في 16 يوليو 1992.

## وصلات خارجية
- ماريانا مارسيلينو على موقع الاتحاد الدولي لألعاب القوى (الإنجليزية)